# Міхрі Мюшфік Ханим
Міхрі Мюшфік Ханим (тур. Mihri Müşfik Hanım; 26 лютого 1886 , Стамбул  — 1954 , Нью-Йорк, Нью-Йорк ) — відома художниця Туреччини.

## Біографія
Народилася Міхрі Расім в Стамбулі, у сім'ї Черкез Ахмет Расім Паші та Фатми Неседіл Ханім. Батько був викладачем у військово-медичній школі, цікавився музикою. Мала дві сестри Еніс Ханим та Рефік Ханим. Еніс вдало вийшла заміж та народила дівчинку Гале Асаф, згодом відому художницю.
Міхрі Ханим отримала гарну освіту. Була студенткою художника Фауста Зонаро. Стала першою жінкою, що отримала звання художника сучасного мистецтва у Туреччині. У 1903 році у віці 17 років, вона зустріла і покохала музиканта. Згодом поїхала з ним до Риму, та згодом вони розлучилися.
Певний час жила і працювала у квартирі в Монпарнасі. Знайомиться з Мюшфік Селамі Беэм, студентом, який вивчав політологію в університеті Сорбонни, з яким вона пізніше одружилася. В 1913 році Міхрі Мюшфік працювала учителем образотворчого мистецтва у школі мистецтв для дівчаток у Стамбулі. За її ініціативи була відкрита Вища школа образотворчого мистецтва. Відмовившись від життя в достатку, заради мрії, у 1919 році Міхрі повернулася в Італію. У 1923 році вони з чоловіком були розлучені.
Померла у 1954 році. Це підтверджує лист, який отримав її чоловік:
|  | Mihri şu kadar gün önce vefat etti. Cenazesinde kimsenin bulunmasını istememiş ve ölümünün dostlarına defninden sonra bildirilmesini vasiyet etmişti. Cenazesini sade bir törenle Maine’e defnettik ve vefatını son arzusuna riayet ederek bu mektupla bildiriyorum |

## Творчість

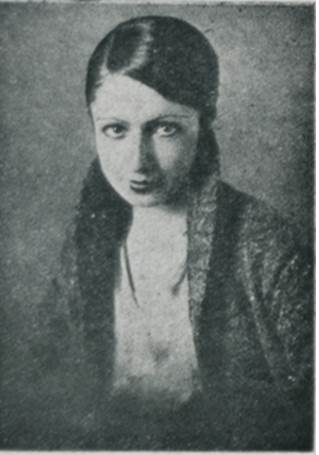
портрет Хале Асаф, намальований Міхрі Ханим

Роботи :
- портрет Мустафи Кемаля Ататюрка;
- портрет Папи Бенедикта XV;
- портрет Хале Асаф;
- портрет Франкліна Рузвельта;
- портрет Габріеле д'Аннунціо;
- портрет Тевфика Фикрета;[3]
- картина «Циганка».

Виставки:
- 1917 — персональна виставка в Стамбулі;
- 1918 — персональна виставка в Стамбулі;
- 1928 — персональна виставка в галереї Джорджа Мазирофа в Нью-Йорку.

В 1922 році Міхрі Мюшфік Ханим намалювала портрет Мустафа Кемаля Ататюрка, а також портрет папи Бенедикта XV. Вперше папа позував художнику іншої віри. Зараз картина знаходиться в Ватиканському музеї. Міхрі Мюшфік Ханим прикрашала своїми фресками церкви. Відома її картина «Циганка», яка знаходиться в Луврі. Створювала ілюстрації для різних журналів, опублікованих в Нью-Йорку під час Другої світової війни.

## Твори про Міхрі Ханим
1998 року написана п'єса «Mihri Müşfik: Ölü Bir Kelebek oyunuyla Devlet Sanatçısı unvanını aldı» Селіма Ілері.
2011 року опубліковане видання Емре Кенера Міхрі Мюшфік Ханім.